# Cmentarz wojenny nr 197 – Szczepanowice
Cmentarz wojenny nr 197 – Szczepanowice – austriacki cmentarz wojenny z okresu I wojny światowej wybudowany przez Oddział Grobów Wojennych C. i K. Komendantury Wojskowej w Krakowie na terenie jego okręgu VI Tarnów.
Jest to niewielka kwatera na starym cmentarzu kalwińskim w Szczepanowicach. W czterech grobach zbiorowych i 28 pojedynczych pochowano tu 14 żołnierzy austro-węgierskich i 18 żołnierzy rosyjskich. Na bocznych ścianach pomnika centralnego wyryto nazwiska poległych. Zaprojektowany został przez Heinricha Scholza.

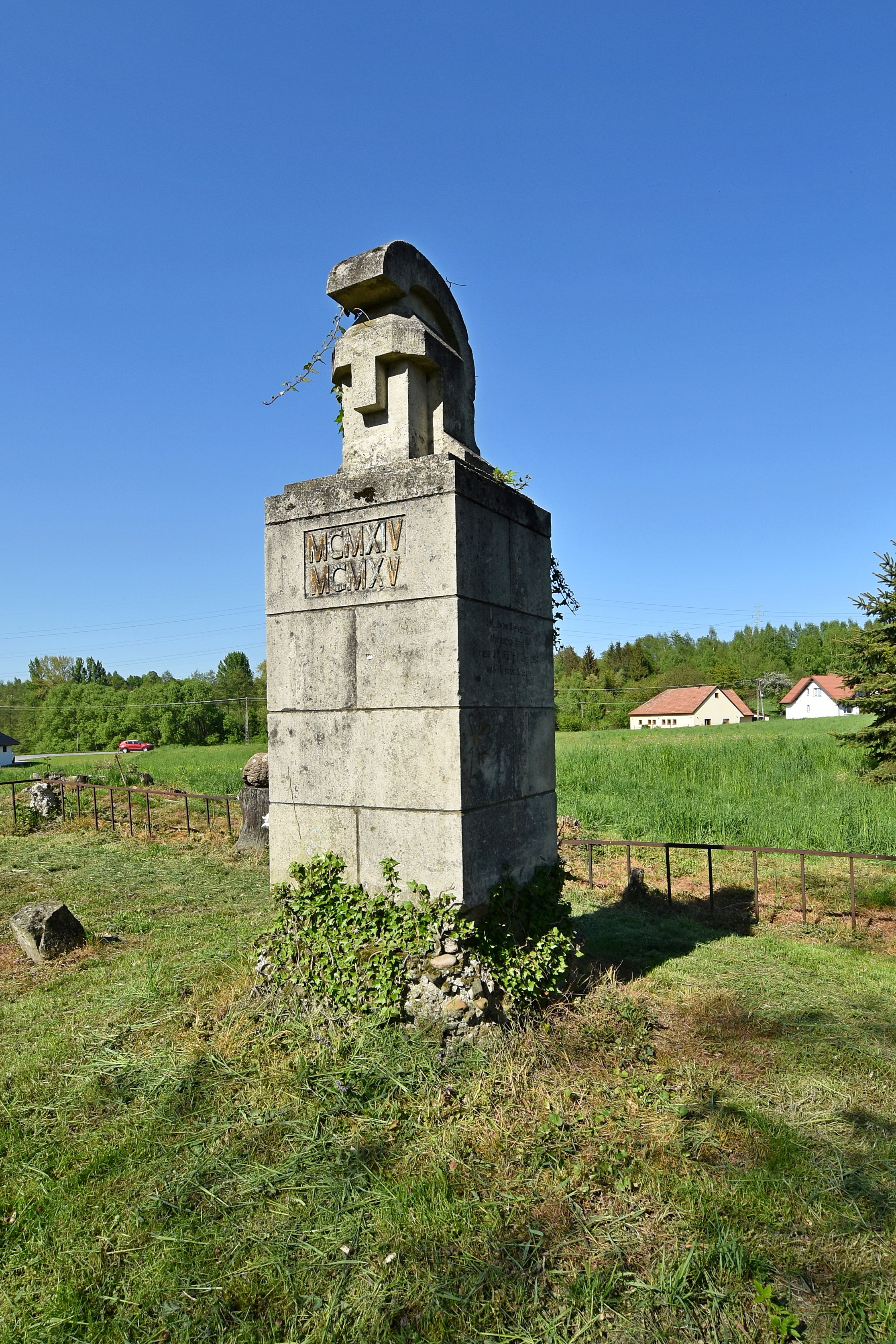
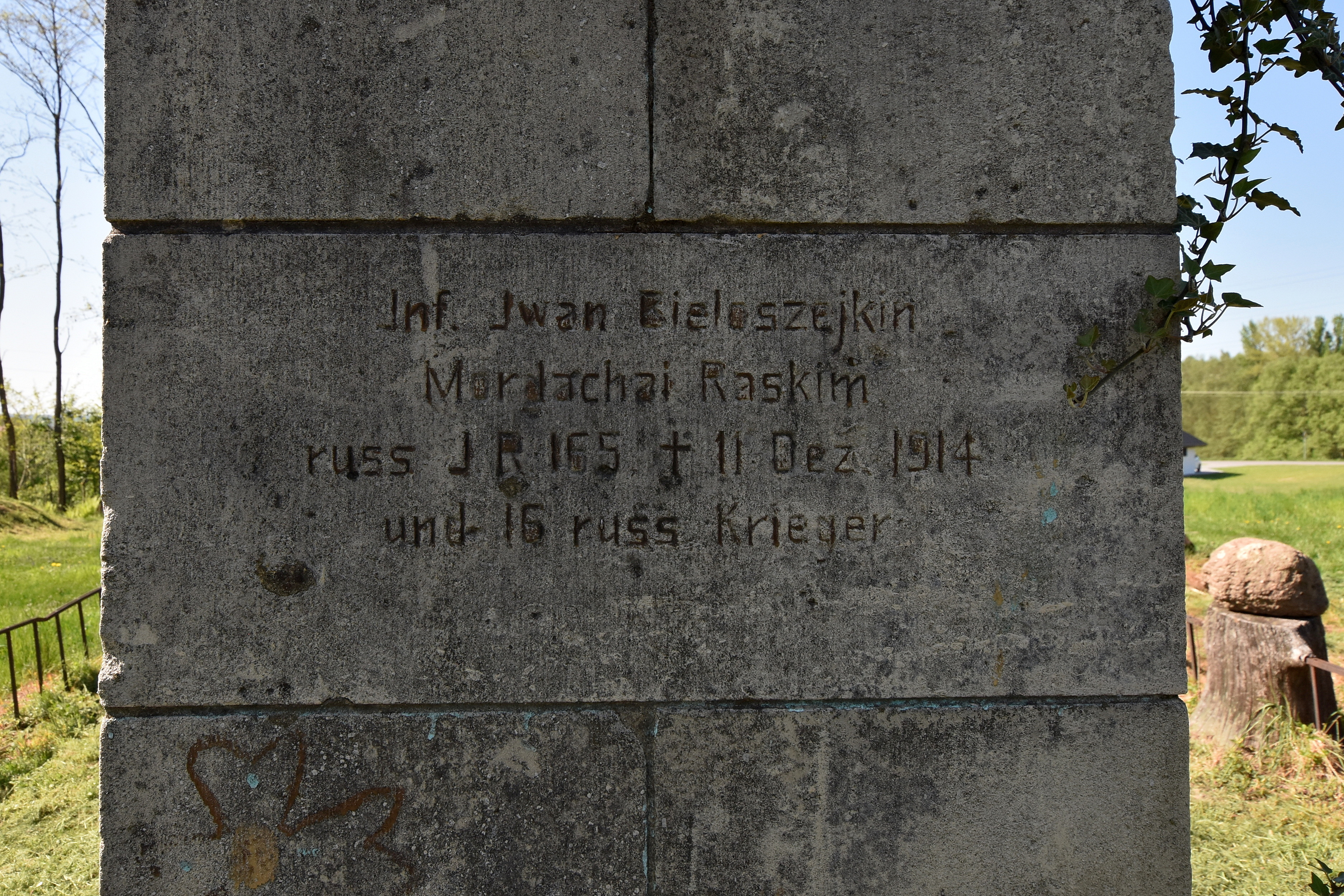
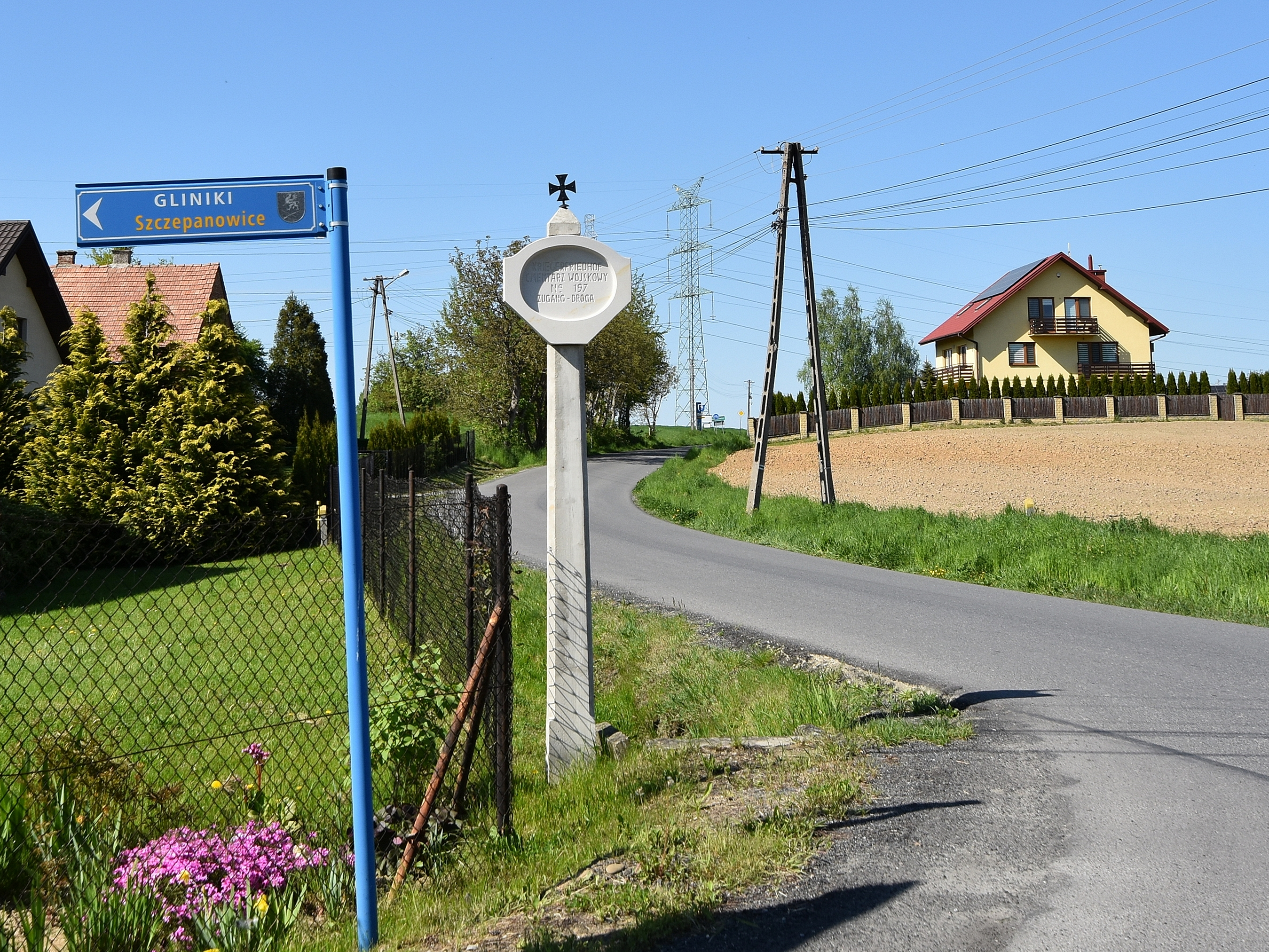